# Windows NT 3.5
Windows NT 3.5 to druga główna wersja systemu operacyjnego Windows NT opracowanego przez Microsoft, skierowana do rynku serwerów danych i stacji roboczych. Została wydana 21.09.1994 r., jako następca Windows NT 3.1. Jednym z głównych celów podczas jej opracowywania była poprawa wydajności systemu operacyjnego. W związku z tym projekt otrzymał nazwę kodową „Daytona”, od Toru wyścigowego Daytona International Speedway w Daytona Beach na Florydzie. Windows NT 3.5 został zastąpiony przez Windows NT 3.51, wydany w 1995 r. Wsparcie i aktualizacje dla Windows NT 3.5 zakończono 31.12.2001 r.

## Składniki
Windows NT 3.5 występuje w dwóch edycjach: NT Workstation i NT Server. Zastępują one odpowiednio edycje NT i NT Advanced Server systemu Windows NT 3.1. Edycja Workstation pozwala tylko na 10 jednoczesnych połączeń klientów z serwerem plików i nie obsługuje klientów Mac.
Windows NT 3.5 zawiera zintegrowaną obsługę Winsock i TCP/IP. (Poprzednik, Windows NT 3.1, zawierał jedynie niekompletną implementację TCP/IP opartą na API „STREAMS” systemu AT&T UNIX System V), Stosy TCP/IP i IPX/SPX w Windows NT 3.5 zostały przepisane. Wprowadzono obsługę NetBIOS over TCP/IP (NetBT) jako warstwę zgodności dla protokołu  TCP/IP, a także klientów Microsoft DHCP i WINS oraz serwerów DHCP i WINS.
Windows NT 3.5 może udostępniać pliki przez protokół FTP i drukarki przez protokół Line Printer Daemon. Może działać jako serwer Gopher, HTTP lub WAIS, a także zawiera usługę Remote Access Service umożliwiającą zdalny dostęp modemowy do usług LAN przy użyciu protokołów SLIP lub PPP. Zestaw narzędzi Windows NT 3.5 Resource Kit zawiera pierwszą implementację DNS firmy Microsoft.
Inne nowe funkcje w Windows NT 3.5 to obsługa systemu plików VFAT, Object Linking and Embedding (OLE) w wersji 2.0 oraz wsparcie dla portów zakończenia operacji wejścia/wyjścia.Microsoft zaktualizował interfejs graficzny, aby był zgodny z tym z Windows for Workgroups 3.11. NT 3.5 oferuje poprawioną wydajność względem NT 3.1 i wymaga mniej pamięci operacyjnej.
Windows NT 3.5 dodał obsługę napędów CD-ROM zgodnych z ATAPI. Obsługa ISA PnP w Windows NT 3.5 nie jest domyślnie włączona.
Nowością w Windows NT 3.5 był nowy ekran ładowania systemu oraz interfejs użytkownika przejęty z Windows for Workgroups. W lipcu 1995 roku Windows NT 3.5 z Service Packiem 3 został sklasyfikowany przez National Security Agency jako spełniający kryteria TCSEC C2. 21 czerwca 1995 roku Microsoft Wydał Ostatni Service Pack o numerze: 3.5.807

## Edycje
- Windows NT Server
- Windows NT Workstation

## Wymagania sprzętowe dla architektury x86

### Minimalne
- Procesor: 386DX-25 MHz
- Karta graficzna zgodna z VGA
- 16 MB RAM

### Zalecane
- Procesor: 486DX-33 MHz
- Karta graficzna zgodna z VGA
- 32 MB RAM

## Wsparcie techniczne
31 grudnia 2001 firma Microsoft zakończyła wsparcie dla tego systemu.